# Lány u Dašic

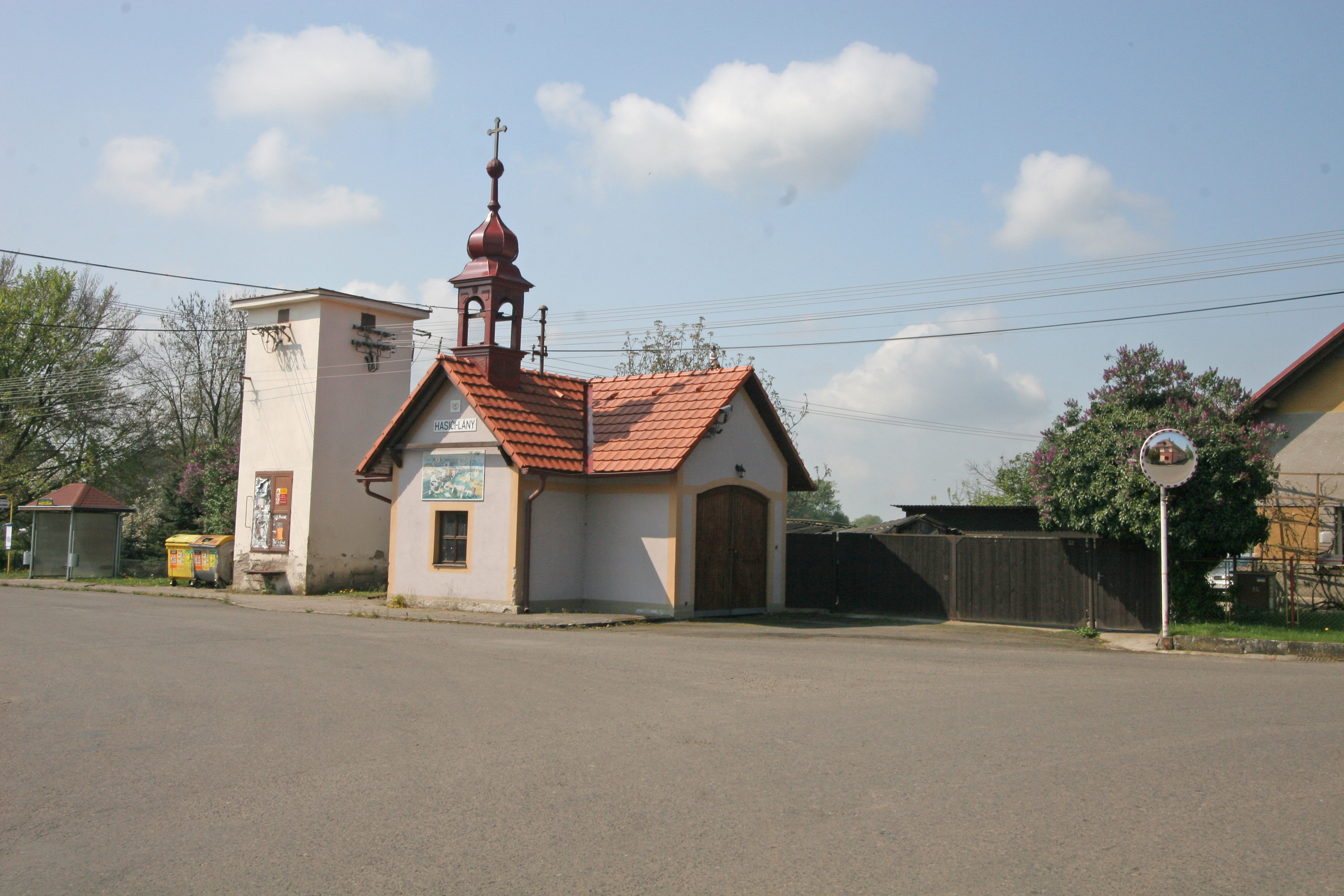
Spritzenhaus

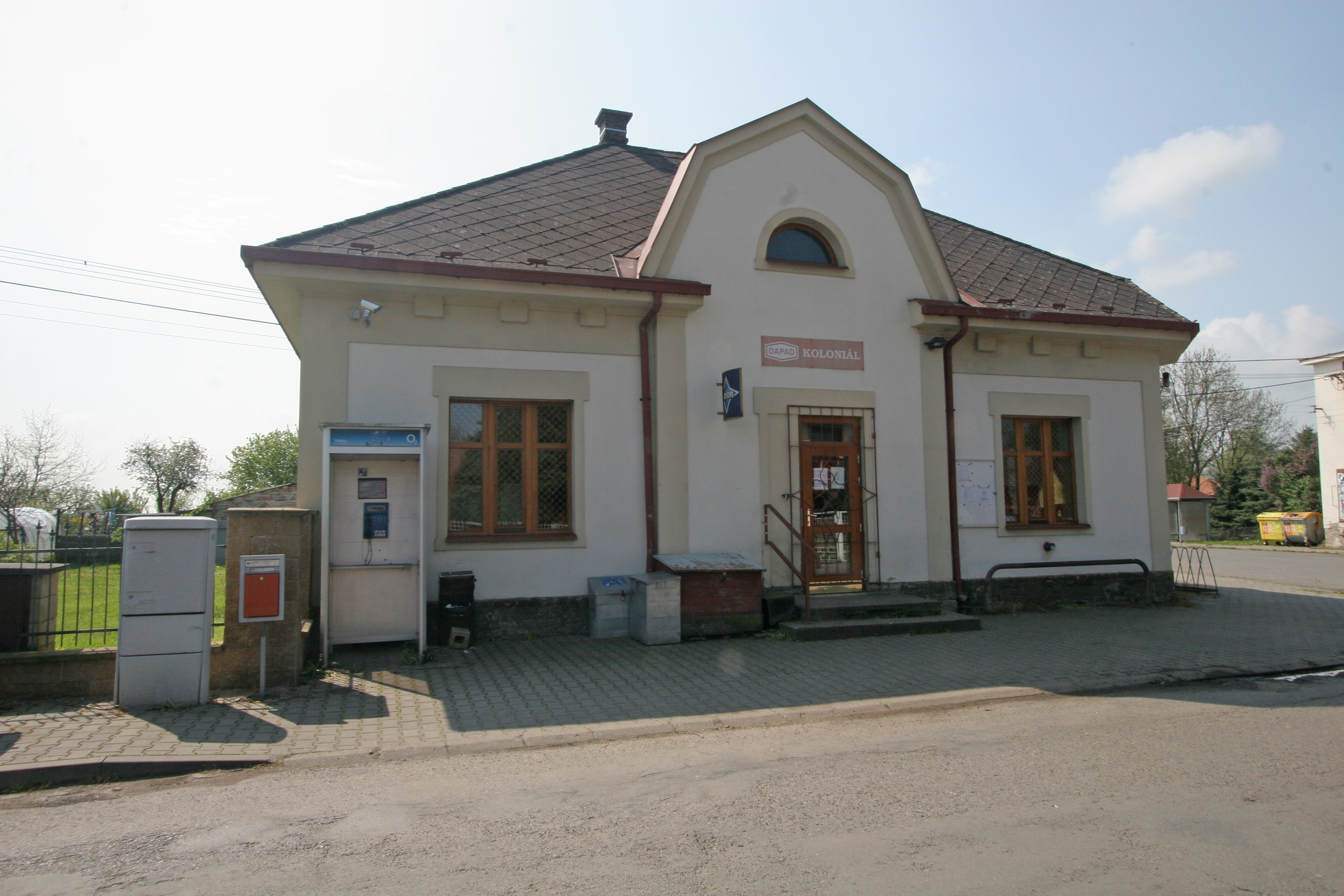
Gemeindeamt

Lány u Dašic (deutsch Lan bei Daschitz, 1939–45 Lahn bei Daschitz) ist eine Gemeinde in Tschechien. Sie liegt acht Kilometer östlich des Stadtzentrums von Pardubice und gehört zum Okres Pardubice.

## Geographie
Lány u Dašic befindet sich in der Pardubická kotlina (Pardubitzer Becken). Das Dorf liegt unterhalb der Einmündung der Lodrantka am linken Ufer der Loučná. Nordöstlich erhebt sich der Hořánek (265 m n.m.), im Westen der Vesecký kopec (238 m n.m.).
Nachbarorte sind Kladina, Časy und Dolní Ředice im Norden, Horní Ředice, Podhráz, Holice und Roveňsko im Nordosten, Komárov im Osten, Babín, Velkolánské und Dašice im Südosten, Cihelna, Kostěnice, Kostěnice nádraží und Hostovice im Süden, Malolánské und Staročernsko im Südwesten, Veská und Malé Koloděje im Westen sowie Velké Koloděje im Nordwesten.

## Geschichte
Archäologische Funde belegen eine frühzeitliche Besiedlung der Gegend. Auf den Gemeindefluren wurde eine Begräbnisstätte aus der Hallstattzeit, die der Schlesisch-Platenitzer Kultur (slezskoplatěnická kultura) zuzuordnen ist, gefunden.
Die erste schriftliche Erwähnung von Lány erfolgte 1452 als Besitz des Zisterzienserordens, das Dorf gehört ursprünglich zum Besitz der 1421 zerstörten Zisterzienserinnenabtei Sezemice. Zum Ende des 15. Jahrhunderts erwarb Wilhelm von Pernstein das Gut und schlug es seinen vereinigten Herrschaften Pardubitz und Kunburg zu. Zu dieser Zeit wurde eine Feste Komornictvo erwähnt, die im 16. Jahrhundert erlosch. Wilhelm von Pernstein vererbte seine böhmischen Güter 1521 seinem jüngeren Sohn Vojtěch, nach dessen Tod fielen sie 1534 seinem Bruder Johann zu. Dieser hinterließ 1548 seinem Sohn Jaroslav hohe Schulden. Am 21. März 1560 veräußerte er die gesamte Herrschaft Pardubitz an König Ferdinand I. Dessen Nachfolger Maximilian II. übertrug die Verwaltung der königlichen Herrschaften der Hofkammer.
Im Jahre 1835 bestand das im Chrudimer Kreis gelegene Dorf Lan bei Daschitz  aus 25 Häusern, in denen 201 Personen lebten. Im Ort gab es ein Wirtshaus. Pfarrort war Daschitz.  Bis zur Mitte des 19. Jahrhunderts blieb Lan bei Daschitz der k.k. Kameralherrschaft Pardubitz untertänig.
Nach der Aufhebung der Patrimonialherrschaften bildete Lány u Dašic ab 1849 einen Ortsteil der Gemeinde Koloděje im Gerichtsbezirk Pardubitz. Ab 1868 gehörte das Dorf zum politischen Bezirk Pardubitz. 1869 hatte Lány u Dašic 244 Einwohner und bestand aus 32 Häusern. 1873 lösten sich Lány u Dašic und Nové Koloděje von Koloděje los und bildeten die Gemeinde Lány u Dašic. Im Jahre 1900 lebten in dem Dorf 320 Menschen, 1910 waren es 330. 1930 hatte Lány u Dašic 322 Einwohner. Im Jahre 1949 wurde Lány u Dašic dem Okres Pardubice-okolí zugeordnet. Seit 1960 gehört die Gemeinde wieder zum Okres Pardubice. Am 30. April 1976 erfolgte die Eingemeindung nach Dašice. Seit dem 24. November 1990 besteht die Gemeinde Lány u Dašic wieder. Beim Zensus von 2001 lebten in den 42 Häusern von Lány u Dašic 132 Personen.

## Gemeindegliederung
Für die Gemeinde Lány u Dašic sind keine Ortsteile ausgewiesen.

## Sehenswürdigkeiten
- Pseudoromanisches Kreus, geschaffen 1895
- Gedenktafel für die Gefallenen des Ersten Weltkrieges
- Naturdenkmal Přesyp u Malolánského, bewaldete Binnendüne mit Vorkommen von Reichenbachs Zittergras-Segge